# Línea 173 (EMT Madrid)
La línea 173 de la EMT de Madrid une la Plaza de Castilla con Sanchinarro.

## Características

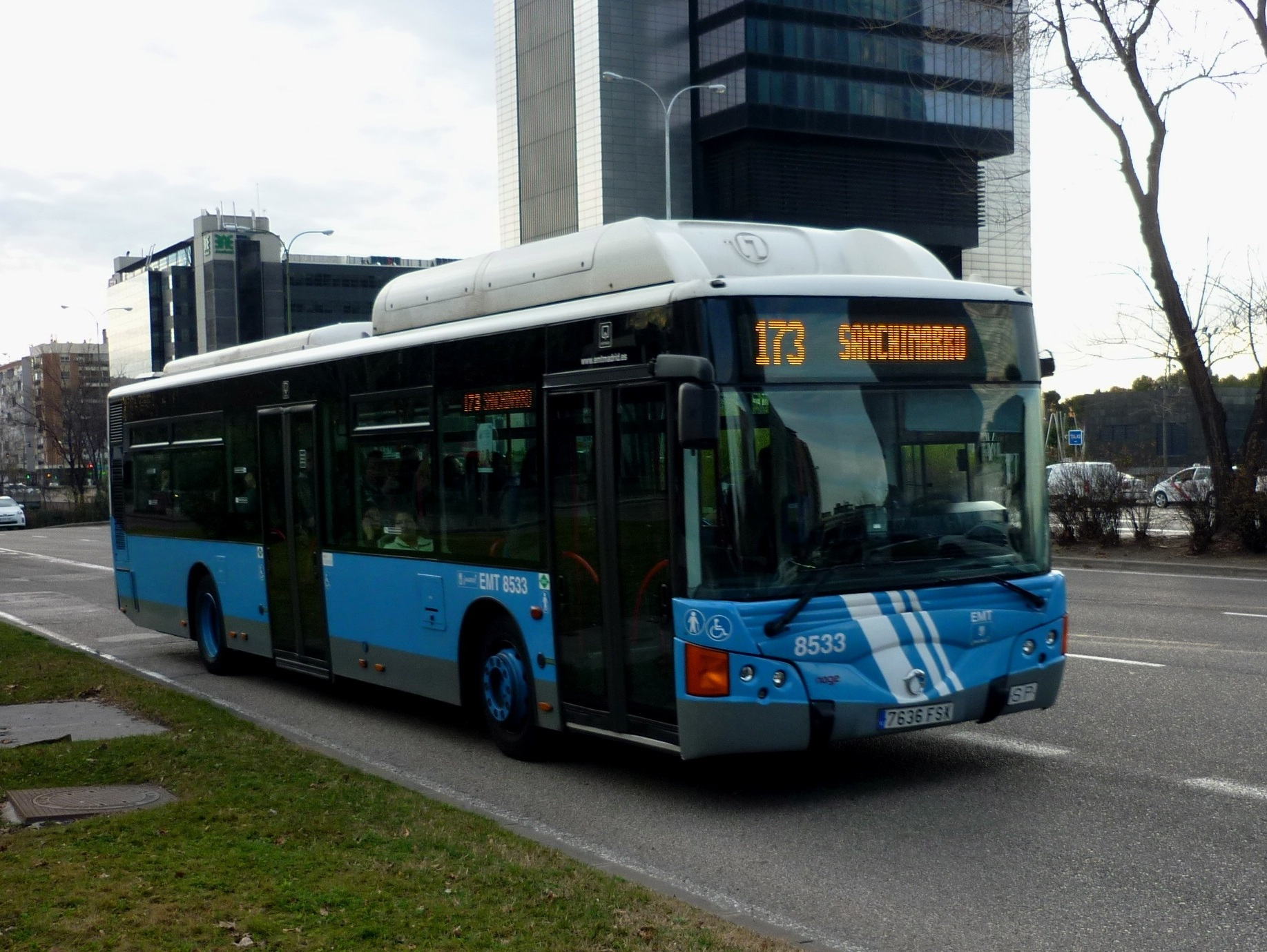
Autobús de la línea en 2014

La línea 173 fue creada en abril de 2004. Comunica Sanchinarro (aunque zonas diferentes que la 174) con la Plaza de Castilla.

### Frecuencias
| Lunes a viernes laborables      |               |
| De 6:00 a 7:00 De 22:00 a 23:00 | 10-20 minutos |
| De 7:00 a 22:00                 | 8-14 minutos  |
| Sábados laborables              |               |
| De 6:00 a 22:00                 | 20-22 minutos |
| De 22:00 a 23:00                | 21-24 minutos |
| Domingos y festivos             |               |
| De 7:00 a 8:00                  | 20-25 minutos |
| De 8:00 a 23:00                 | 21-23 minutos |

## Recorrido y paradas

### Sentido Sanchinarro
| Código | Parada                                       | Común con                                       | Conexiones con Metro | Otros |
| ------ | -------------------------------------------- | ----------------------------------------------- | -------------------- | ----- |
| 5612   | PLAZA CASTILLA (intercambiador - dársena 43) | 174                                             | Plaza de Castilla    |       |
| 1487   | Castellana-José Vasconcelos                  | 66 67 124 134 135 147 174 175 176 178 179 SE704 |                      |       |
| 1488   | Castellana-Marqués Torrelaguna               | 66 174 175 176 178 SE704                        |                      |       |
| 2653   | Cuatro Torres                                | 66 174 175 176 178 SE704                        |                      |       |
| 3252   | Castellana-Hospital La Paz                   | 174 175 176 178                                 | Begoña               |       |
| 3253   | Castellana-Nudo Norte                        | 174 176                                         |                      |       |
| 3566   | Avenida de Burgos-Avenida de Manoteras       | 176 151 154C                                    |                      |       |
| 3261   | Avenida de Burgos-Pi y Margall               | 174 176                                         |                      |       |
| 3603   | Pi y Margall-Ana de Austria                  | 158                                             |                      |       |
| 3605   | Pi y Margall-Isabel de Valois                | 158                                             |                      |       |
| 5926   | Ana de Austria-Princesa de Éboli             | BR1                                             |                      |       |
| 5927   | Niceto Alcalá Zamora-Ana de Austria          | 170 172 BR1                                     |                      |       |
| 5517   | Alcalá Zamora-María Tudor                    |                                                 |                      |       |

### Sentido Plaza de Castilla
| Código | Parada                                       | Común con                          | Conexiones con Metro | Otros |
| ------ | -------------------------------------------- | ---------------------------------- | -------------------- | ----- |
| 5518   | SANCHINARRO (Av. N. Alcalá Zamora, 93)       |                                    |                      |       |
| 5426   | Ana de Austria-Alcalá Zamora                 | 172 BR1                            |                      |       |
| 5925   | Ana de Austria-Príncipe Carlos               | BR1                                |                      |       |
| 3606   | Pi y Margall-Isabel de Valois                | 158                                |                      |       |
| 3604   | Pi y Margall-Ana de Austria                  | 158                                |                      |       |
| 3602   | Avenida de Burgos 93                         | 174 176 SE833                      |                      |       |
| 3264   | Avenida de Burgos 89                         | 174 176 SE833                      |                      |       |
| 3265   | Avenida de Burgos-Avenida de Manoteras       | 174 176 SE833                      |                      |       |
| 5521   | Castellana-Hospital La Paz                   | 175 176 178                        | Begoña               |       |
| 3933   | Cuatro Torres                                | 67 124 134 135 175 176 178 179     |                      |       |
| 1526   | Castellana-Luis Esteban                      | 67 124 134 135 147 175 176 178 179 |                      |       |
| 1527   | Castellana-Matilde Landa                     | 67 124 134 135 147 175 176 178 179 |                      |       |
| 5612   | PLAZA CASTILLA (intercambiador - dársena 43) | 174                                | Plaza de Castilla    |       |